# Barbie : La Princesse et la Popstar
Série Barbie
Barbie : Le Secret des sirènes 2
(2012) Barbie : Rêve de danseuse étoile
(2013)
Pour plus de détails, voir Fiche technique et Distribution.
Barbie : La Princesse et la Popstar (Barbie: The Princess and the Popstar) est le 23e long-métrage d'animation qui met en scène le personnage de Barbie. Le film est sorti directement en vidéo en 2012 et a été réalisé par Zeke Norton.

## Synopsis
L'histoire se passe dans le royaume de Meribella où règne la famille de la Princesse Victoria (Barbie) et où se produit la popstar Keira. Victoria alias Tori commence à se lasser de devoir toujours bien se tenir, de se sentir enfermée dans sa vie de princesse et rêve de plus de liberté comme en aurait une popstar. Keira aime son métier mais commence à être fatiguée de devoir s'occuper de toute l'organisation de ses concerts, perd l'inspiration pour écrire de nouvelles chansons, ce qui énerve le directeur de la maison de disque, et rêve de pouvoir vivre comme une princesse.
Lorsque Keira est invitée au château pour un thé, les deux jeunes filles se rencontrent et deviennent instantanément amies. Toutes  les deux possèdent des accessoires magiques qui leur permettent de changer d'apparence et en remarquant leur ressemblance physique, elles décident d'échanger leurs places pendant une journée.
Dans les coulisses, Seymour Crider, le producteur de Keira, rêve de retrouver sa gloire passée et décide qu'il doit épouser une riche veuve pour l'aider financièrement. Lors du thé au château, ils jouent les jolies sœurs avec la tante de Tori, la duchesse Amelia et celle-ci lui fait visiter le palais. Mais par un malheureux concours de circonstances, Crider va découvrir l'existence d'une plante de diamant qui maintient l'équilibre dans le royaume, la Gardenia. En la dérobant, Crider aurait ainsi assez de richesses pour pouvoir relancer sa carrière.

## Fiche technique
- Titre original : Barbie: The Princess and the Popstar
- Titre français : Barbie : La Princesse et la Popstar
- Réalisation : Zeke Norton
- Scénario : Steve Granat et Cydne Clark, librement inspiré du roman de Mark Twain, Le Prince et le Pauvre
- Direction artistique : Walter P. Martishius
- Musique : Gabriel Mann et Rebecca Kneubuhl
- Production : Shawn McCorkindale et Shelley Dvi-Vardhana ; Kim Dent Wilder et Rob Hudnut (exécutifs)
- Sociétés de production : Barbie Entertainment, Rainmaker Entertainment
- Société de distribution : Universal Studios Home Entertainment
- Pays d'origine : États-Unis, Canada
- Langue d'origine : anglais
- Format : couleur - son stéréo
- Genre : animation
- Durée : 86 minutes
- Dates de sortie : 
  - Royaume-Uni : 27 août 2012
  - États-Unis : 11 septembre 2012
  - France : 3 novembre 2012[2]

Sources : Générique du DVD, IMDb

## Distribution
| - Kelly Sheridan : Princesse Victoria "Tori" Bethany Evangeline Renée - Jennifer Waris : Princesse Tori (chant) - Ashleigh Ball : Popstar Keira - Tiffany Giardana : Popstar Keira (chant) - Ellie King : Duchesse Amelia - Peter Kelamis : Seymour Crider, le manager de Keira - Jonathan Holmes : Rupert - Christopher Gaze : Roi Frédéric - Lauren Lavoie : Meredith - Ashlyn Drummond : Trevi - Adrian Petriw : Prince Liam / Riff, le chien de Keira - Leala Selina : Vanessa Victoria Fluffypie, la chienne de Tori - Michael Dobson : Limburger, le directeur de la maison de disque - Allison Warnyca : Nora, la régisseuse - Lily Snowden-Fine : Emily - Aislyn Watson : Charlotte - Mark Oliver : Duc Trentino - Zeke Norton : Daniel | - Noémie Orphelin : Princesse Victoria "Tori" Bethany Evangeline Renée - Cindy Layla : Princesse Tori (chant) - Valérie Lecot : Popstar Keira (+ chant) - Nathalie Stas : Duchesse Amélia - Emmanuel Dekoninck : Seymour Crider - Bruno Georis : Rupert - Olivier Cuvellier : Roi Frédéric - Aaricia Dubois : Mérédith - Alayin Dubois : Trévi - Pierre Lognay : Prince Liam - Gregory Praet : Riff - Elsa Poisot : Vanessa Victoria Fluffypie - Tony Beck : Limburger - Maia Baran : Nora - Géraldine Frippiat : Emily - Laetitia Liénart : Charlotte |

Source : Générique du DVD

## Chansons du film
- Me Voici/Les Princesses Veulent Juste du Fun - Keira & Tori
- Je Voudrais Vivre Sa Vie - Keira & Tori
- Pour Être Une Princesse/Pour Être Une Popstar -  Keira & Tori
- Belle Journée - Keira & Tori
- Vois Comme Nous Volons Haut - Keira
- Me Voici - Tori version
- Medley Final - Keira &  Tori
- Les Princesses Veulent Juste du Fun - Tori
- Me Voici - Keira version

La chanson "Me Voici" est disponible en single, interprétée par la jeune chanteuse française Caroline Costa. 

## Autour du film
Créée en 1959, la Poupée Barbie est à l'origine de nombreux produits dérivés. Elle a également inspiré plusieurs films d’animation. Barbie : La Princesse et la Popstar est sorti la même année que Barbie et le Secret des sirènes 2, et est suivi en 2013 de Barbie : Rêve de danseuse étoile.
Un concours de chant a été organisé pour rencontrer Caroline Costa et chanter en duo avec elle Me Voici/Les Princesses veulent juste du fun. Le concours a été remporté par la petite Léa B., qui avait déjà participé à plusieurs émissions et concours comme Qui sera le meilleur ce soir ? Spéciale enfants en 2011 et A la recherche du nouveau Claude François en 2012.
La chanson Les Princesses Veulent Juste du Fun (Princess Just Wanna Have Fun en VO) est une adaptation de la chanson de Cyndi Lauper, Girls Just Wanna Have Fun.
La chanson Pour Être Une Princesse/Pour Être Une Popstar du film est une reprise de la chanson Pour Être Une Princesse issue d'un précédent film d'animation de Barbie : Barbie : Cœur de princesse (2004).